# Laura Loomer
Laura Elizabeth Loomer (Tucson, 21 maggio 1993) è una politica e opinionista statunitense.
Attiva come influencer repubblicana di estrema destra, sostenitrice di teorie del complotto, è stata bandita da diverse piattaforme di social media per incitamento all'odio e disinformazione. Accusata dai suoi avversari, in particolare, di razzismo, omofobia, transfobia e islamofobia, Laura Loomer è stata la candidata repubblicana a rappresentare il 21° distretto congressuale della Florida alle elezioni della Camera dei Rappresentanti degli Stati Uniti del 2020, in cui ha perso contro la democratica Lois Frankel. Si è anche candidata alle primarie repubblicane per l'11º distretto congressuale della Florida nel 2022, perdendo contro l'uscente Daniel Webster.
Si è descritta come "pro-nazionalismo bianco" e una "orgogliosa islamofoba". Nonostante ciò, rimane una figura influente negli Stati Uniti, in particolare per il sostegno attivo alla campagna presidenziale di Donald Trump per le elezioni presidenziali del 2024. I suoi stretti legami con Trump hanno comunque causato, nel 2024, malumori e divisioni all'interno del campo repubblicano.

## Biografia
Laura Elizabeth Loomer è nata il 21 maggio 1993 a Tucson, in Arizona. Fa parte di una famiglia ebrea della Florida e ha due fratelli. Ha frequentato il Mount Holyoke College, lasciato però dopo un semestre perché, come da lei raccontato, si sentiva presa di mira per le sue idee conservatrici. Si è trasferita alla Barry University, un ateneo cattolico privato di Miami Shores, in Florida, dove si è laureata nel 2015 in giornalismo radiotelevisivo.

### 2015-2017
Nel marzo 2015, ha usato una videocamera nascosta per registrare le sue conversazioni con i funzionari della Barry University, in cui discuteva dell'idea di avviare un club chiamato "Studenti simpatizzanti a sostegno dello Stato islamico dell'Iraq e della Siria". A quanto pare, la scuola ha chiesto solo che il nome del club fosse cambiato in "Studenti a sostegno del Medio Oriente". James O'Keefe di Project Veritas, un'organizzazione di destra nota per la produzione, sotto copertura, di indagini audio e video su organizzazioni dei media e su gruppi di sinistra, registrate in segreto e modificate in modo ingannevole, ha pubblicato il video dell'incontro, sostenendo di aver "catturato" l'imperturbabilità di un funzionario dell'università di fronte all'idea di animare nel campus un'organizzazione di sostegno all'ISIS. Poco dopo, l'università ha sospeso Loomer per aver violato il codice di condotta degli studenti e un professore che appariva nel video ha sporto denuncia penale contro di lei per averlo ripreso a sua insaputa. A quel tempo, Loomer era una studentessa all'ultimo anno con lode e ricopriva la carica di presidente del Young Republicans Club della Barry University.
Secondo un funzionario del comitato elettorale di Hillary Clinton, nel luglio 2015 Loomer, insieme ad altre due donne che si spacciavano per sostenitrici della Clinton, ha teso una trappola a persone impegnate della campagna elettorale, proponendo loro l'accettazione di donazioni illegali in denaro. Il funzionario ha affermato che nella campagna è stata rispettata la legge. L'8 novembre 2016, il giorno delle elezioni presidenziali statunitensi, Loomer, nell'ambito del Progetto Veritas, si è recata in un seggio elettorale vestita con un burqa e ha chiesto una scheda elettorale con il nome di Huma Abedin. Il 10 giugno 2017 ha tenuto un discorso a una folla di manifestanti "anti-Sharia" a New York City, in una manifestazione organizzata da ACT for America, in cui ha stigmatizzato "i liberali che si sono allineati con la legge della Sharia". Ha messo un burqa indosso alla statua della Fearless Girl a Bowling Green a Lower Manhattan. Pochi giorni dopo, ha lasciato Project Veritas per il sito web canadese di estrema destra The Rebel Media.
Il suo primo evento pubblico per Rebel Media è avvenuta il 16 giugno 2017, quando ha interrotto a New York City la performance dal vivo a Central Park della tragedia Giulio Cesare di William Shakespeare, irrompendo sul palco poco dopo l'assassinio del protagonista. La produzione del Delacorte Theatre aveva reinventato la figura di Giulio Cesare rappresentandolo nei panni di Donald Trump con un'attrice dall'accento sloveno nel ruolo della moglie di Cesare, Calpurnia. Prima di essere accompagnata fuori dal palco dalla sicurezza, Loomer ha gridato: "Questa è violenza contro Donald Trump! Fermiamo la normalizzazione della violenza politica contro la destra! Questo è inaccettabile!". Loomer fu arrestata per condotta disordinata e violazione di domicilio. All'inizio della settimana, le rappresentazioni dell'opera avevano suscitato critiche per aver raffigurato le donne e le minoranze che perpetravano il violento assassinio di Trump come presidente degli Stati Uniti. Nel settembre 2017, dopo tre mesi, si è dimessa da Rebel Media. Da allora, ha occasionalmente lavorato per il sito web americano di teorie del complotto e di estrema destra InfoWars, oltre che per il Geller Report e l'American Freedom Defense Initiative.

### 2019
Il 14 gennaio 2019, Loomer ha convinto diversi uomini incontrati in un parcheggio di Home Depot, che sosteneva fossero privi di documenti, a scavalcare con lei la recinzione della casa di Nancy Pelosi a Napa, in California. Il gruppo ha allestito una tenda sul prato di Pelosi per protestare contro l'immigrazione, poi rimossa dalla polizia. Nessuno è stato arrestato. Pochi giorni dopo, ha tentato di interrompere un oratore alla Marcia delle donne del 2019 a Washington, apparendo sul palco per definire la Marcia delle donne un'organizzazione "nazista". Mentre veniva scortata via dalla sicurezza, ha gridato: "E gli ebrei?". Il 30 gennaio 2019, insieme ad altri, ha saltato il muro che circonda la California Governor's Mansion a Sacramento. Indossavano sarape e sombreri messicani, uno aveva anche grandi baffi finti; hanno detto che stavano protestando contro l'atteggiamento del governatore Gavin Newsom nei confronti dell'immigrazione. Sono stati arrestati, citati e rimessi in libertà nel giro di poche ore. Più tardi, quello stesso giorno, il gruppo ha provocato uno scontro fuori da un ristorante messicano nel centro di Sacramento, trasmettendo in diretta streaming l'evento.